# Oak Springs
Oak Springs statisztikai település az USA Arizona államában, Apache megyében. Lakosainak száma 54 fő (2020. április 1.).

## Népesség
A település népességének változása:

| 2010 | 63 |
| 2020 | 54 |